# ロスコー・ターナー

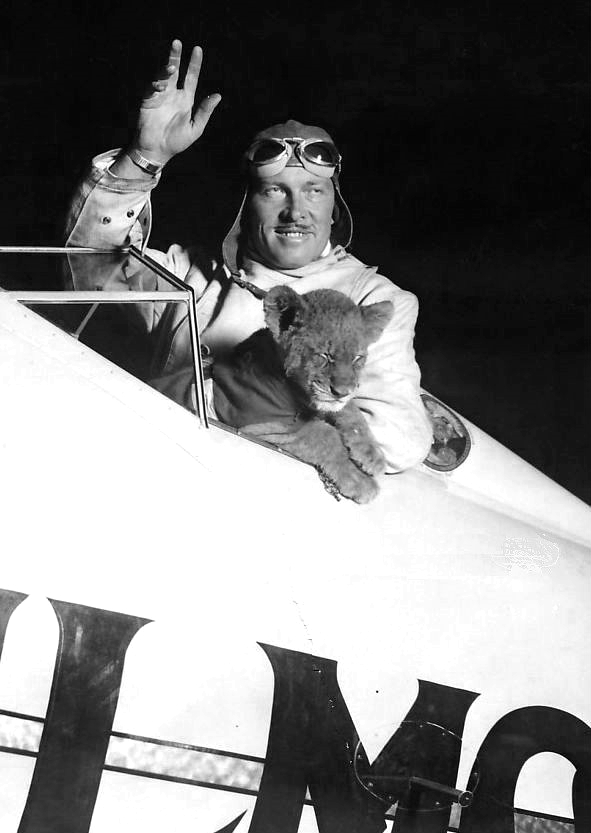
1935年頃のロスコー・ターナー

ロスコー・ターナー（Roscoe Turner、1895年9月29日-1970年6月23日）はアメリカのパイロット。数々のエアレースで活躍した。トレードマークのひげや、いつもパイロットの制服を着込んで、ライオンをペットにするなどで、人気パイロットになった。

## 生涯と業績
ミシシッピ州、コリンスの農家に生まれた。16歳で自動車メカニックになる希望で、メンフィスに出て、さまざまな仕事についた。1913年に最初に飛行機の飛ぶのを見て、1916年にはパイロットになろうと決めた。第一次世界大戦が始まると召集され、気球乗りの訓練を受けたあと1918年にヨーロッパに派遣され、そこで何度か個人的に飛行機の訓練を受けた。1919年7月に帰国し、9月に退役した。10月からバーンストーミング（見世物飛行）に加わり各地を興行し、1924年には自分の名前の興行チーム（Roscoe Turner Flying Circus）を作った。1925年初めに、出資者を得て、航空運行会社 Roscoe Turner Airways Corporationを作り、双発のSikorsky S-29-Aで観光飛行のパイロットなどを務めた。ハワード・ヒューズが監督を務めた第一次世界大戦のパイロットを描いた映画『地獄の天使』のための飛行も行った。1929年から定期航空会社ネバダ航空のチーフパイロットとなり、記録飛行やエアレースに参加したがネバダ航空は1930年に破綻した。その後もスポンサーを得てエアレースに参加した。ライオン繁殖牧場から譲り受けたライオンを1935年頃まで同行させていた。シェルスピードレース、ベンディックスレース、トンプソントロフィーレースなどで活躍した。1939年にレースから引退し、インディアナポリスに飛行学校をつくり、パイロットを育成した。